# Film erotyczny

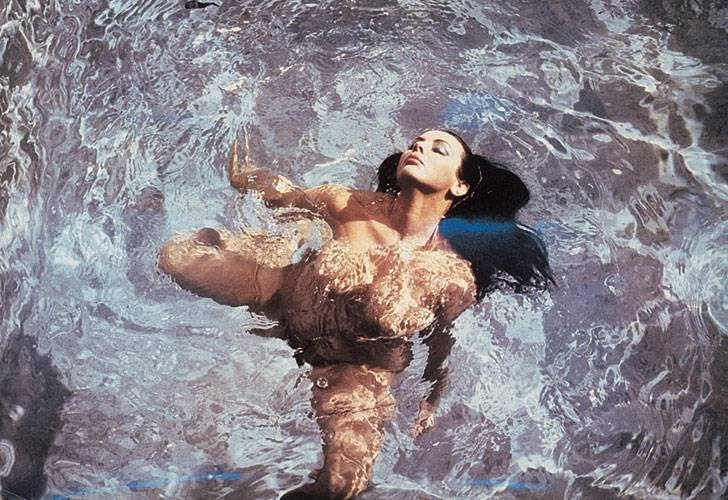
Isabel Sarli, argentyński symbol seksu w filmie La mujer de mi padre

Film erotyczny – gatunek filmowy ukazujący piękno ludzkiego ciała i aktu seksualnego, skupiający uwagę na uczuciu łączącym partnerów. Ściśle związany ze sztuką erotyczną, akcentuje miłość zmysłową, charakteryzującą się głębią uczuć i pasją. 
W odróżnieniu od pornografii, przedstawiając seksualność człowieka ma aspiracje do wyższej sztuki i jego podstawowym zadaniem nie jest wywołanie podniecenia, ale raczej dostarczenie oglądającemu wrażeń estetycznych. 
Sztuka erotyczna jest estetycznym przedstawieniem seksu i to ona definiuje stopień dopuszczalności seksu w ramach kategorii estetyki.
Wybrane znane filmy erotyczne definiujące gatunek:
- Ostatnie tango w Paryżu (1972),
- Emmanuelle (1974),
- Imperium zmysłów (1976),
- Och, Karol (1985),
- 9 i pół tygodnia (1986),
- Gorzkie gody (1992),
- Oczy szeroko zamknięte (1999),
- Basen (2003),
- Shortbus (2006).